# Estelle Johnson
Pour les articles homonymes, voir Johnson.
Estelle Laura Johnson, née le 21 juillet 1988 à Maroua dans le département du Diamaré, est une footballeuse internationale camerounaise occupant le poste de défenseur.

## Biographie
Estelle Laura Johnson, née le 21 juillet 1988 à Maroua dans le département du Diamaré région du Nord au Cameroun, est une footballeuse internationale camerounaise occupant le poste de défenseur.

### Jeunesse
Johnson grandit à Fort Collins, dans le Colorado aux États-Unis, où elle fréquente la Rocky Mountain High School. Son père est américain et sa mère est malienne,. En première année, Johnson est nommée meilleure joueuse défensive de son équipe. Elle est nommée MVP de l'équipe en deuxième et troisième année. 
Johnson est membre du groupe de la région IV du Programme de développement olympique (ODP). Elle est également capitaine de l'équipe du club des Fort Collins Arsenal.
Elle joue tour à tour à l'Independence de Philadelphie en Women's Professional Soccer (WPS) en 2010 et les Western New York Flash de 2013 à 2014. Elle participe à trois saisons avec les Washington Spirit en Ligue nationale de football féminin (NWSL) aux États-Unis et  connait également une saison en W-League au sein du club australien Sydney FC. Elle intègre le Sky Blue FC en 2019 jusqu'à nos jours.

## Carrière universitaire

### Université du Kansas
Johnson rejoint ensuite l'Université du Kansas où elle joue pour les Jayhawks de 2006 à 2009. Au cours de sa première saison universitaire, elle dispute 19 matchs pour 18 titularisations. Elle se classe cinquième avec 1 445 minutes de jeu et aide les Jayhawks à éliminer huit adversaires et à maintenir une moyenne de 0,98 but encaissé par match. Elle est nommée au sein de la grande équipe des 12 nouveaux arrivants et se voit sélectionnée pour faire partie de l'équipe type du Cal Invitational. En deuxième année, elle débute les 21 matchs du championnat pour un total de 1 883 minutes disputées. En fin de saison, elle est nommée All Central-Region (défenseur central) par Soccer Buzz. Au cours de sa dernière saison, Johnson joue les 23 matchs du championnat en disputant un record de 2 110 minutes de jeu. Elle est nommée meilleure défenseur central du pays par Soccer Buzz et par l'Association nationale des entraîneurs de football d'Amérique (NSCAA), ainsi que par l'équipe du Big 12 Championship et par l'équipe universitaire de la conférence.

## Carrière de club

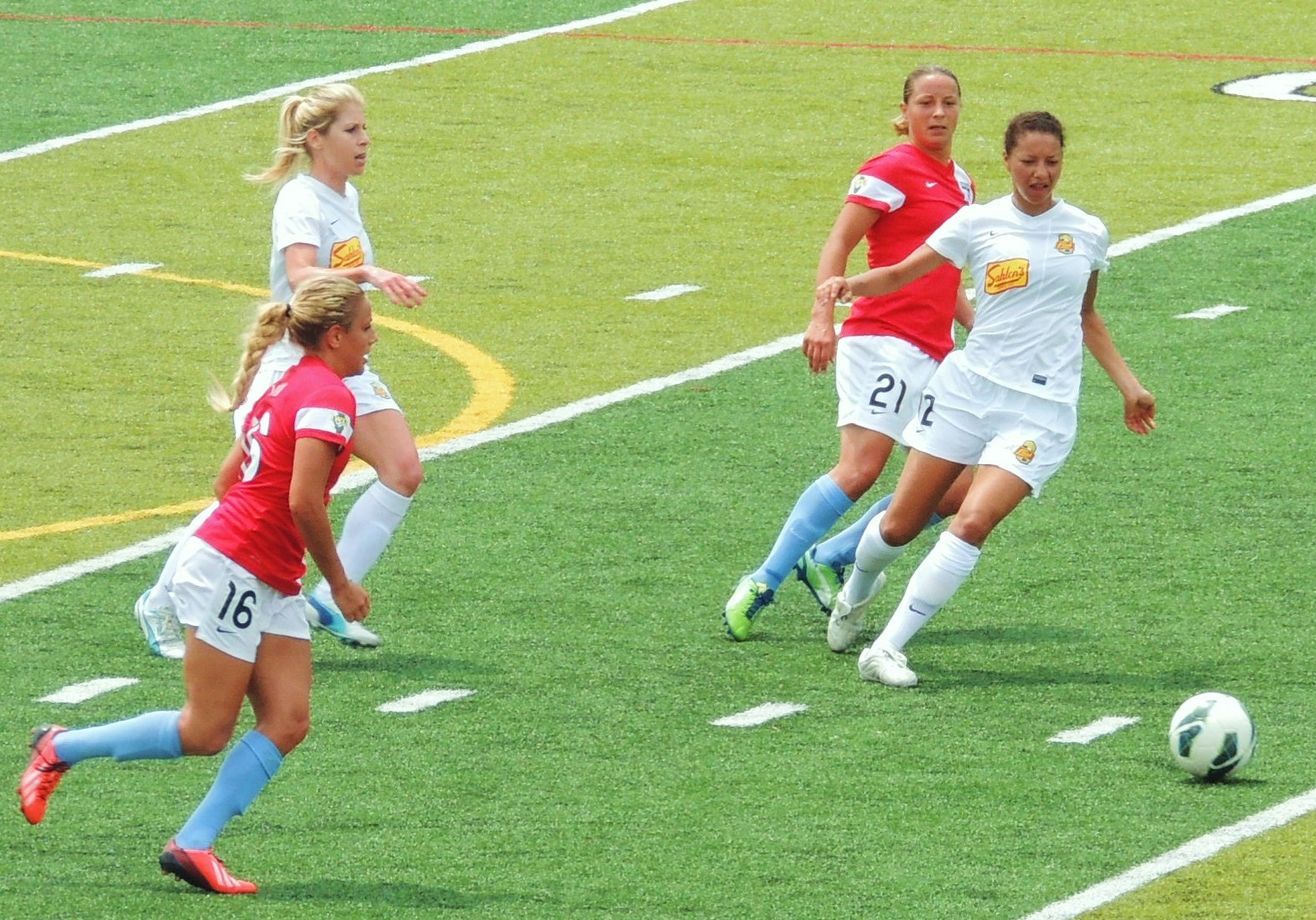
Jouant de gauche à droite: Leon, Zerboni, Grings et Estelle Johnson

### Independence de Philadelphie
Johnson est sélectionnée par le Los Angeles Sol lors de la WPS Draft 2010. Cependant, l’équipe se rétracte avant la saison 2011 et Johnson signe finalement avec l'Independence de Philadelphie dans le cadre du projet de dispersion du WPS de 2010. Elle effectue 16 apparitions pour le club, dont 13 titularisations. Johnson reste à Independence pour la saison 2011. Elle débute 15 matches sur un total de 17 apparitions, avec un total de 1 403 minutes de jeu. Elle inscrit même un but.

### Flash de Western New York (2013-2014)
En 2013, Johnson est enrôlée par les Western New York Flash de la Ligue nationale de football féminin. Elle est sélectionnée lors du premier tour (septième au total) de la draft supplémentaire 2013 de la NWSL.

### Washington Spirit (2015-2018)
Le 24 février 2015, Johnson est transférée au Washington Spirit en échange de Toni Pressley. Lors de sa première saison avec les Spirit, elle dispute tous les matchs sauf un (pour des raisons personnelles), enregistrant 1 685 minutes de jeu. En 2016, Johnson dispute onze matches, totalisant 990 minutes de jeu. Elle est titularisée lors de 30 matches sur ses 31 apparitions combinées au cours des deux premières saisons.

### Sky Blue FC (2019-)
En janvier 2019, Johnson est transférée au Sky Blue FC, avec ses coéquipières DiDi Haracic et Caprice Dydasco, en étant le 29e choix de la draft 2018 du NWSL College.

## Carrière internationale
Née au Cameroun, Johnson est contactée en 2018 par Joseph Ndoko, le sélectionneur à cette époque du Cameroun. Celui-ci accorde un intérêt à ce qu'elle porte les couleurs de ce pays. 
Elle est convoquée pour la première fois en sélection camerounaise le 1er mai 2019 par Alain Djeumfa, le nouveau sélectionneur du Cameroun, et elle est retenue dans cette sélection nationale, dont la composition pour la Coupe du monde de football féminin 2019 est annoncée quelques semaines plus tard.
En 2022, elle participe à la coupe d'Afrique des nations féminine au Maroc.